# Prostaglandina D2
La prostaglandina D2 (o PGD2) es una prostaglandina que se liga al receptor PTGDR, como también al CRTH2. Es una prostaglandina importante producida por las células cebadas - recluta células Th2, eosinófilos, y basófilos. En los órganos de los mamíferos, se encuentran grandes cantidades de PGD2 en el cerebro y en las células cebadas, pero en ningún otro lugar. Es fundamental para el desarrollo de enfermedades alérgicas tales como el asma.

## Efectos
- Causa una contracción en las vías respiratorias bronquiales. La concentración de PGD2 en pacientes de asma es 10 veces más alta que en pacientes de control, especialmente después de ponerse en contacto con alérgenos.
- Involucrada en la regulación de reducir la temperatura corporal durante el sueño, y actúa en sentido opuesto a la prostaglandina E2.
- Causa la vasodilatación.

## Últimas investigaciones
En agosto de 2012, científicos de la Universidad de Pensilvania anunciaron que habían descubierto que la prostaglandina D2 (PGD2) parece estar presente en mayores niveles de lo normal en el cuero cabelludo de los hombres calvos, impidiendo a los folículos pilosos madurar y trabajar. El Dr George Cotsarelis y su equipo de la Universidad dermatológica aseguran estar en conversaciones con varias empresas farmacéuticas sobre el desarrollo de tratamientos que podrían estar disponibles en dos años.